# Brainard (Nebraska)
Brainard je selo u američkoj saveznoj državi Nebraska. Prema popisu stanovništva iz 2010. u njemu je živjelo 330 stanovnika.